# 4073 Ruianzhongxue
4073 Ruianzhongxue је астероид главног астероидног појаса са средњом удаљеношћу од Сунца која износи 3,168 астрономских јединица (АЈ).
Апсолутна магнитуда астероида је 12,0.